# Памятник Тофику Бахрамову
Памятник Тофику Бахрамову (азерб. Tofiq Bəhramovun heykəli) — памятник азербайджанскому советскому рефери, судье международной категории Тофику Бахрамову, расположенный перед зданием учебно-тренировочного центра, рядом с Республиканским стадионом Баку, носящим имя Бахрамова. Автор памятника — скульптор Мамед Ниджат Салахов. Это первый в мире памятник футбольному судье.

## История
По словам директора республиканского стадиона Акифа Исмайлова, к концу мая 2004 года был завершён конкурс на лучшую работу по созданию памятника Тофику Бахрамову. Из 12 проектов скульптур, которые представили восемь конкурсантов, лучшей была признана работа Мамед Ниджата Салахова, получившего премию в размере 5 миллионов манатов. Компетентное жюри одобрило скульптуру Тофика Бахрамова в полный рост, с вытянутой рукой, словно показывающей на центр поля.
Памятник был открыт 13 октября 2004 года перед встречей сборной Азербайджана с командой Англии в рамках отборочного цикла чемпионата мира по футболу 2006, непосредственно перед самим стадионом имени Тофика Бахрамова. На церемонии открытия выступили президент АФФА Рамиз Мирзоев, министр молодёжи, спорта и туризма Абульфаз Гараев, который от имени Президента Азербайджана, президента Национального Олимпийского Комитета Ильхама Алиева поздравил собравшихся с этим событием. Также на церемонии выступил член сборной Англии  Джеффри Херст, забивший в 1966 году решающий гол в ворота Германии в финальном матче чемпионата мира по футболу, который судил и Тофик Бахрамов. Памятник открыл сам Джеффри Херст.
На открытии памятника присутствовали также президент ФИФА Йозеф Блаттер и член исполнительного комитета Мишель Платини. По окончании церемонии Блаттер возложил венок к памятнику Тофику Бахрамову.
6 июня 2011 года в рамках празднования 100-летия азербайджанского футбола участники знаменитого финального матча чемпионата мира 1966 года вратарь сборной ФРГ Ханс Тильковски и нападающий сборной Англии Джеффри Херст, которой забил засчитанный Бахрамовым спорный мяч в ворота Тильковски, посетили в Баку памятник Тофику Бахрамову.